# Эмменталь
Эммента́ль (Эммента́лер, нем. Emmentaler, дословно — «эмментальский») — традиционный швейцарский сыр из коровьего молока. Голова этого сыра весит в среднем 75 кг. Название происходит от долины реки Эмме в швейцарском кантоне Берн (нем. Emmental — долина реки Эмме). Впервые упомянут под этим названием в 1542 году.
В 1981 году на сырном заводе в округе Зуль (ГДР) для контроля качества эмментальского сыра впервые начали применять рентген (до этого проводили выборочный контроль, разрезая несколько головок из партии, которые затем не шли в продажу).
Сыр Эмменталь изготавливается в различных странах, так как название не является зарегистрированной торговой маркой. Зарегистрировано (как продукт с контролируемым происхождением, AOC) только название Emmentaler Switzerland.
Сыр Эмменталь имеет характерный пикантный, пряный сладковатый вкус; для него характерны крупные полости из-за особенностей процесса его изготовления (выделение углекислого газа бактериями). В некоторых странах именно он называется швейцарским сыром.
В сочетании с сыром грюйер используется для приготовления фондю.